# OSS 117: Perdut a Rio
OSS 117: Perdut a Rio (títol original en francès, OSS 117: Rio ne répond plus) és una pel·lícula de comèdia d'espies francesa del 2009 dirigida i coescrita per Michel Hazanavicius. És una seqüela d'OSS 117: El Caire, niu d'espies, i Jean Dujardin repeteix el seu paper d'agent secret francès Hubert Bonisseur de La Bath/OSS 117. Ambientada el 1967, l'OSS 117 és enviat al Brasil per recuperar una llista de microfilms de simpatitzants nazis francesos, però, sense saber-ho, es veu implicat en una intriga internacional més gran. S'ha doblat i subtitulat al català.
Igual que la primera pel·lícula, Perdut a Rio es basa en el personatge OSS 117 de les novel·les de Jean Bruce, però actua més com una paròdia que no pas una adaptació fidel. El títol original es tradueix literalment a "OSS 117: Rio no respon", una referència a la pel·lícula de 1932 F.P.1 antwortet nicht. Perdut a Rio va rebre elogis per la seva direcció, humor, diàlegs i interpretacions. Una seqüela, OSS 117: Des d'Àfrica amb amor, dirigida per Nicolas Bedos, es va estrenar el 2021.